# Cañón de las Tijeras
El cañón de las Tijeras, cañón de Tijeras o cañón de Carnuel es un cañón muy importantes de la parte central del estado estadounidense de Nuevo México. El cañón de Tijeras es comúnmente denominado por los lugareños como el cañón I-40 ya que la mayor autopista que lo atraviesa, uniendo las ciudades de Albuquerque en Nuevo México con los lugares del este. Separa a la Sierra de Sandía al norte de la Sierra del Manzano al sur. (Estas dos sierras pueden considerarse parte de un mismo conjunto denominado Sierra de Sandía-Manzano.) La elevación promedio en la sima del cañón va desde los 5600 pies (1700 m) to 7000 pies (2100 m) sobre el nivel del mar. El cañón drena hacia el oeste, en el Arroyo de Tijeras, que recorre la base de las fuerzas aéreas de Kirtland, pasando al sur del aeropuerto internacional de Albuquerque para después verter sus aguas en el Río Grande. El nombre se deriva de la palabra española Tijeras que se referían a la unión de dos cañones tributarios o dos caminos tomando la forma de unas tijeras. El nombre es utilizado preferentemente para denominar al pueblo de Tijeras en la unión del cañón y el nombre original del cañón era Cañón de Carnué. Sin embargo el nombre Tijeras actualmente es utilizado universalmente para referirse al cañón.
Los habitantes originales del cañón eran los indios Pueblo, que vivían en el Pueblo de Tijeras cerca del actual pueblo de Tijeras, pero el sitio actualmente está deshabitado.

## Galería

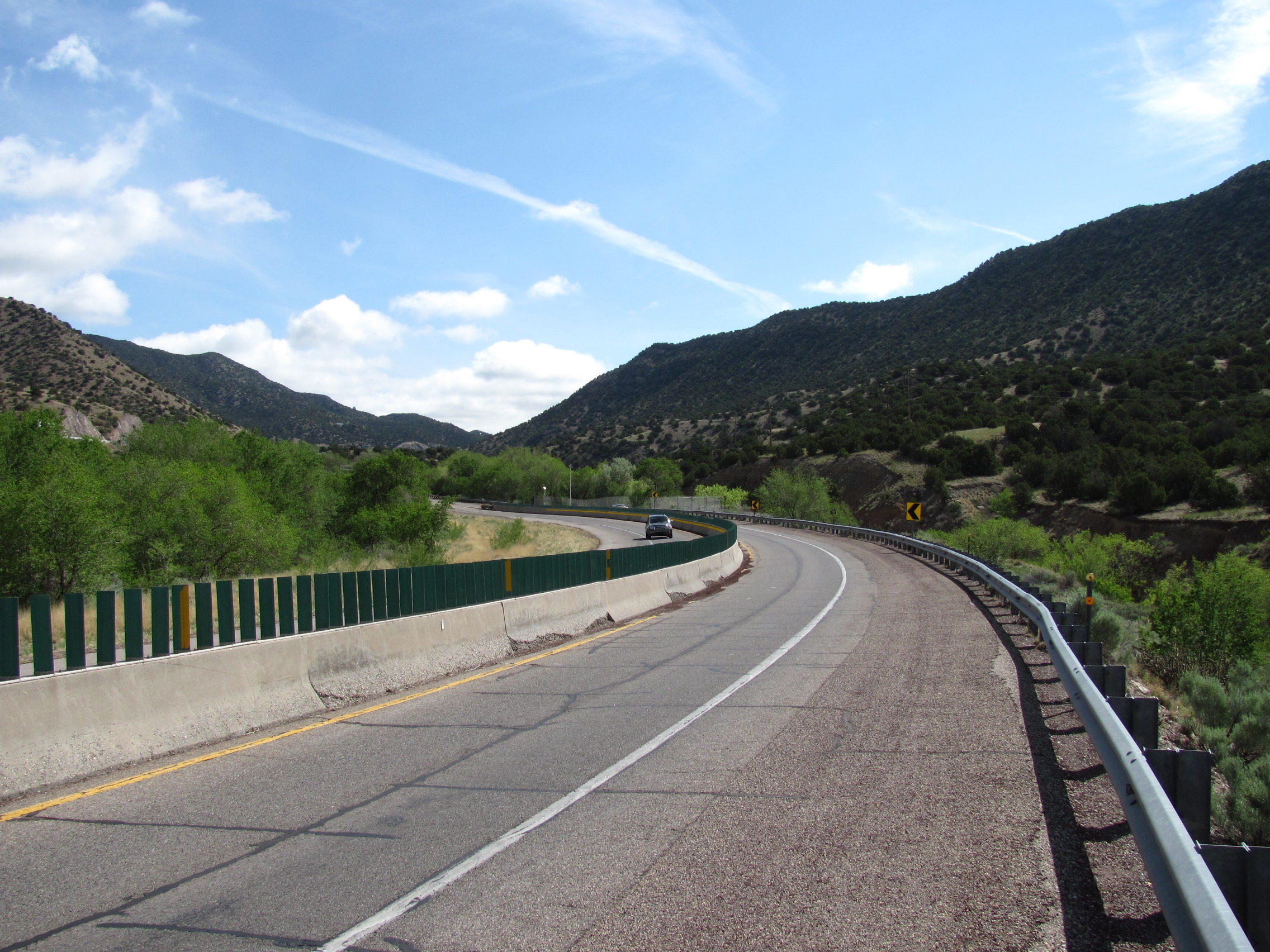
Curva del difunto en la vieja ruta 66
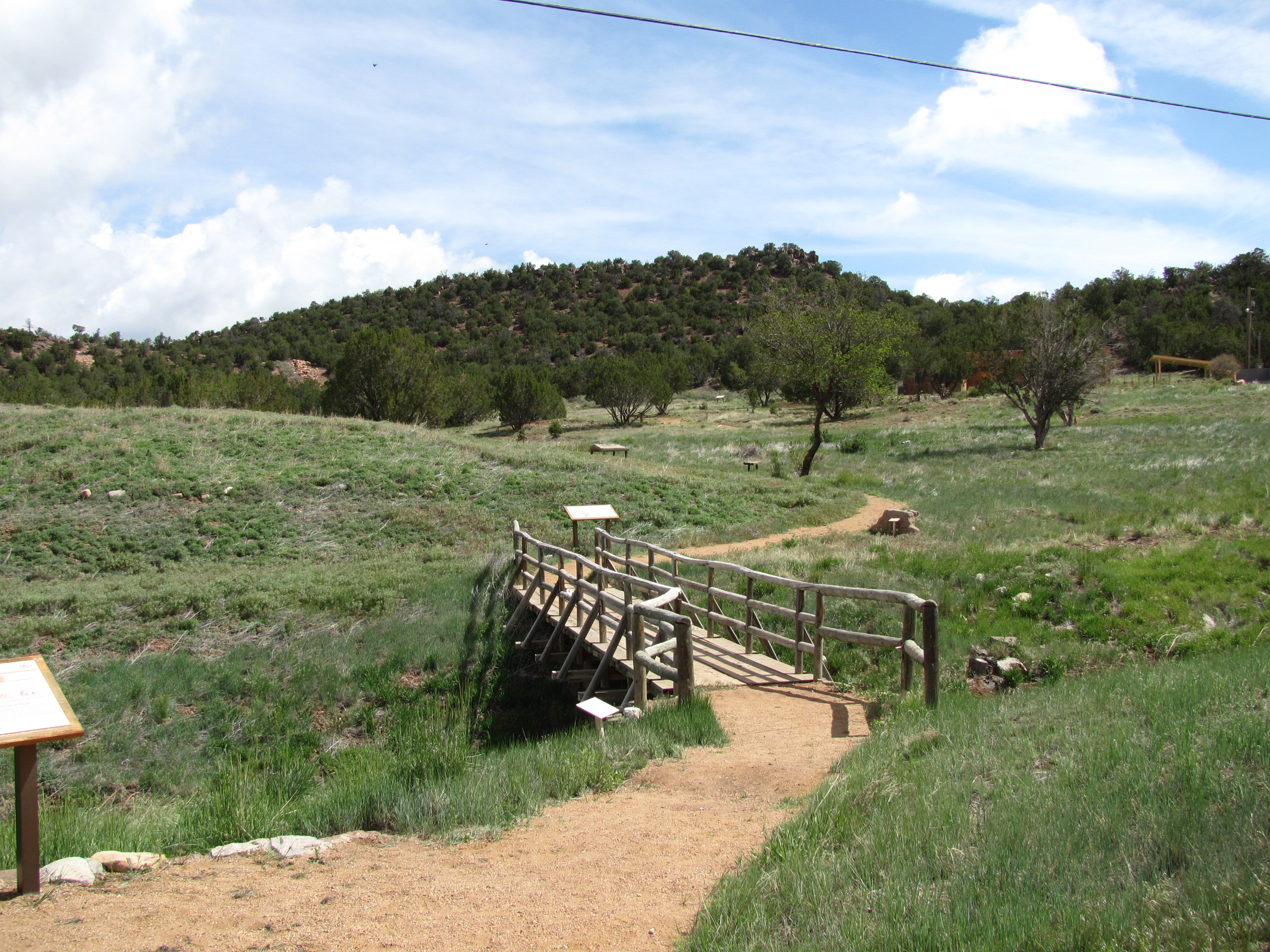
El Pueblo de Tijeras Sitio arqueológico
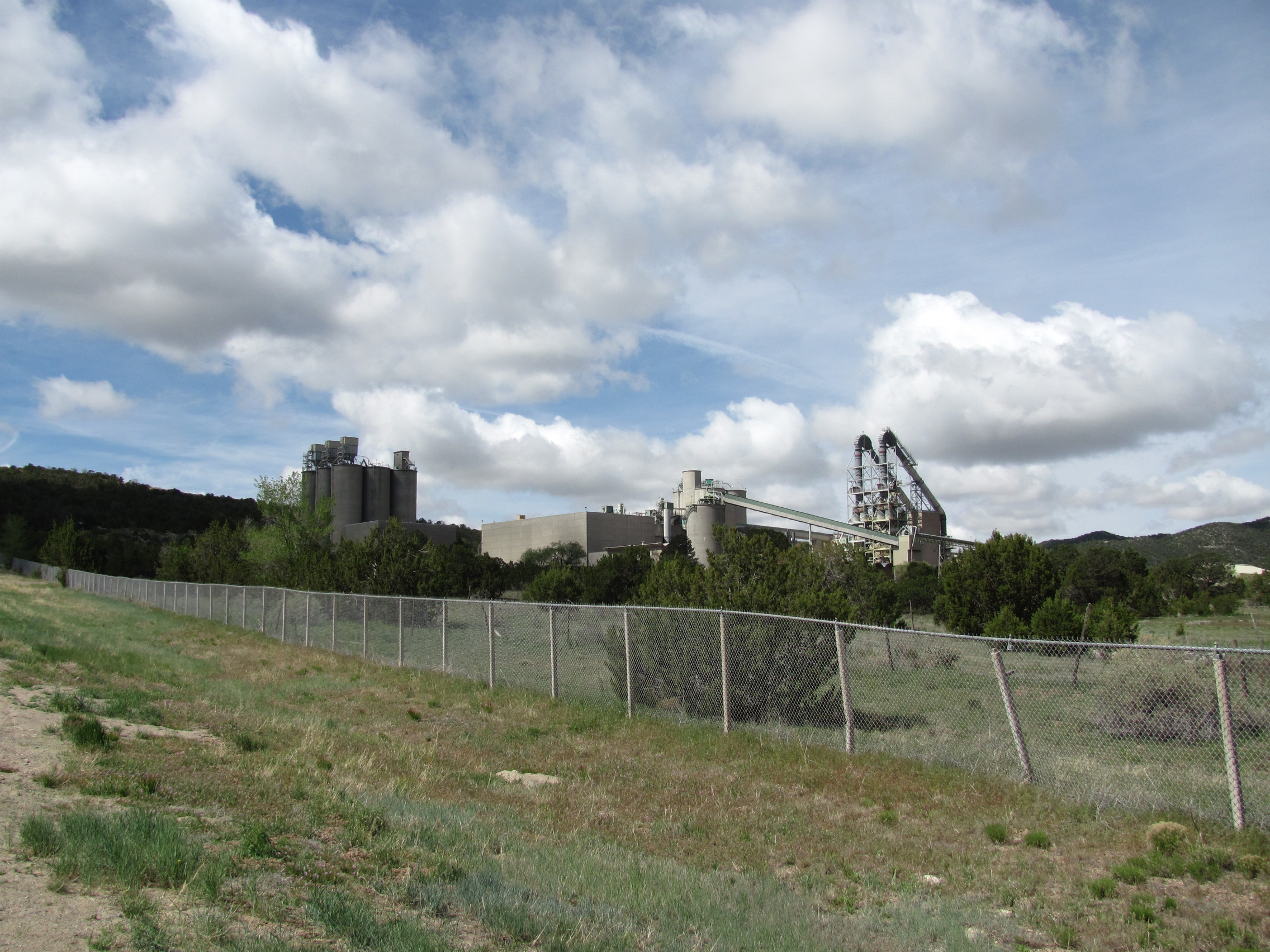
La planta de cemento.